# Siedliska (Łódź)
Pour les articles homonymes, voir Siedliska.
Siedliska est une localité polonaise de la gmina de Sokolniki, située dans le powiat de Wieruszów en voïvodie de Łódź.